# Giesebrechtstraße
Die Giesebrechtstraße ist eine Wohnstraße im Berliner Ortsteil Charlottenburg, die zwischen der Wilmersdorfer Straße und dem Kurfürstendamm verläuft. Sie entstand Anfang der 1900er Jahre im Zusammenhang mit der Bebauung des Kurfürstendamms. Sie zweigt nicht wie die meisten Seitenstraßen des Kurfürstendammes rechtwinklig ab, sondern in einem stumpfen Winkel von ca. 120 Grad.

## Geschichte
Bereits im Hobrecht-Plan von 1862 ist die Bebauung dieser Gegend in der Abteilung V für das südliche Charlottenburg berücksichtigt. Geplant war eine „gehobene Wohnbebauung“, die aber nicht ausgeführt wurde. Erst mit den Plänen zum Bau des Kurfürstendammes ab 1882 entstanden auch für die Gegend westlich der Leibnizstraße detaillierte Bebauungspläne, die auch umgesetzt wurden. Auf der Karte von 1893 ist die Trasse noch nicht ausgewiesen, aber bereits im Jahr 1900 ist sie ohne Namen vermerkt. Die Bebauung erfolgte ab 1904, sodass sie am 20. August ihren Namen nach dem Historiker Wilhelm von Giesebrecht (1814–1889) erhielt, passend zur Mommsen-, Niebuhr-, Sybel-, Dahlmann-, Droysen-, Waitz-, Gervinus- und Rankestraße, die ebenfalls nach Historikern benannt wurden, sowie zu anderen Straßen in diesem Viertel, die Namen von Wissenschaftlern tragen. Die Straße wurde nach dem Hufeisenprinzip nummeriert.
Im Berliner Adressbuch von 1905 sind die Hausnummern 1–23 als Neubau oder Baustelle mit den dazugehörigen Eigentümern (Maurermeister, Zimmermeister und Architekten bzw. Bodengesellschaft Kurfürstendamm) ausgewiesen. Bereits im Jahr 1906 sind die Nummern 6, 11–14 und 16–19 als Baustelle bzw. Neubau eingetragen, 1907 nur noch die Nummern 17 und 19; womit die Bebauung als abgeschlossen gelten kann.

## Anwohner
Seitdem entwickelte sich die Straße zu einem Wohnort für das gehobene Bürgertum, unter ihnen ein großer Anteil jüdischer Bewohner. Laut Adressbuch wohnten hier Militärs, Beamte, Professoren, Juristen, Rentiers, Architekten, Ärzte, Ingenieure, Kaufleute, Handwerksmeister sowie Bedienstete (Portiers, Gärtner) und auch mehrere Künstler.
Bekannte Anwohner waren bzw. sind:
- Eduard Künneke, Operettenkomponist und seine Tochter Evelyn Künneke, Sängerin, Tänzerin und Schauspielerin, Nr. 5
- Fritz Oliven, Jurist, Schriftsteller, Librettist, Nr. 11
- Ernst Kaltenbrunner, Leiter des Reichssicherheitshauptamtes, Nr. 12[2]
- Wolf Vostell, Maler, Bildhauer und Happeningkünstler, Nr. 12
- Mercedes Vostell, Autorin und künstlerische Direktorin, Nr. 12
- Joseph Wulf, deutsch-polnischer Historiker jüdischer Herkunft und Holocaust-Überlebender, Nr. 12[3]
- Wieland Schmied, Kunsthistoriker und Schriftsteller, Nr. 12
- Buddy Elias, Schauspieler und ein Cousin Anne Franks, Nr. 12
- Gerti Elias, Schauspielerin und Autorin, Nr. 12
- Edith Lorand, Geigerin, Nr. 13
- Stefan Lukschy, Regisseur und Autor, Nr. 13
- Friedrich Wilhelm von Willisen, Militär, Berater von Heinrich Brüning, Nr. 15
- Paul von Hase, Stadtkommandant von Berlin 1940–1944, Widerstandskämpfer, Nr. 17
- Grethe Weiser, Schauspielerin, Nr. 18
- Hubert von Meyerinck, Schauspieler, lebte hier mit seiner Mutter, Nr. 18
- Gerty Simon, deutsch-englische Fotografin, Clausewitzstraße Nr. 2 (am Meyerinckplatz), Photographisches Studio[4]
- Michael Naumann, ehemaliger Kulturstaatsminister
- Peter Raue, Rechtsanwalt, Kunstliebhaber und -förderer

Bis heute ist die Straße ein gehobenes Wohngebiet geblieben, was nicht zuletzt an der Größe der Wohnungen liegt. Zahlreiche Ärzte, Psychotherapeuten, Rechtsanwälte und Finanzdienstleister haben hier ihre Geschäftsräume, ebenso wie die Galerie Horst Dietrich und die Buchhandlung Winter.

## Bauten und bemerkenswerte Orte

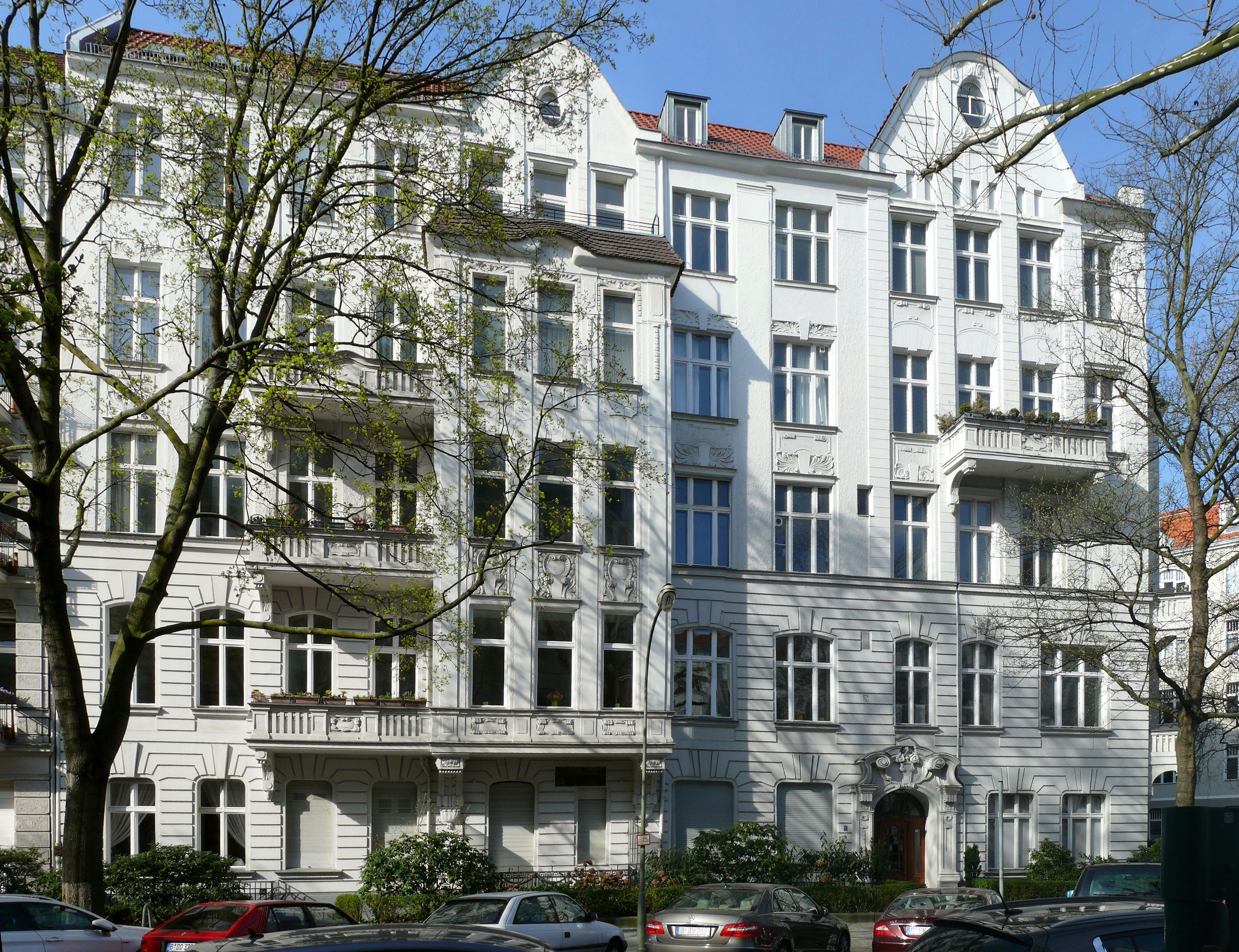
Giesebrechtstraße 5

### Baudenkmale
Das Bauensemble Giesebrechtstraße 5–8, 13–15 mit den angrenzenden Häusern Clausewitzstraße 9 und Sybelstraße 64, zwischen Kurfürstendamm und Meyerinckplatz gelegen, entstand zwischen 1904 und 1906 und ist heute als Mietshausgruppe ein denkmalrechtlich geschütztes „Ensemble“. Die Gebäude Nr. 3, Nr. 6 und Nr. 20 sind als Baudenkmale in der Berliner Denkmalliste verzeichnet. Das Eckhaus Giesebrechtstraße 9 / Kurfürstendamm 63 wurde während des Zweiten Weltkriegs zerstört und durch einen Neubau ersetzt. Das gegenüberliegende Eckhaus Giesebrechtstraße 10 / Kurfürstendamm 92 wurde ebenfalls beschädigt, konnte aber wieder aufgebaut werden. Die anderen Häuser blieben weitgehend unbeschädigt.

### Bemerkenswerte Orte
Seit den 1950er Jahren bis in die 1990er Jahre gab es in der Giesebrechtstraße 3 das gerne auch von Prominenten besuchte Wiener Stüber’l, eine Weinstube mit beeindruckender Inneneinrichtung, die mit dem Tod ihres Besitzers Friedrich Müller schließen musste.
In der Giesebrechtstraße 5 gründeten 1922 in Berlin lebende Moslems die Islamische Gemeinde Berlin e. V. Als Gründer gilt Maulana Sadr ud-Din aus Lahore, ein missionarischer Imam der Ahmadijja-Andschuman-Ischat-i-Islam-Lahore-Bewegung. Die Gemeinschaft errichtete die Wilmersdorfer Moschee in der Brienner Straße.
Die Rainer Werner Fassbinder Foundation, Gemeinnützige Nachlaßstiftung GmbH hat ihren Sitz in der Giesebrechtstraße 7.
In der Giesebrechtstraße 11 befand sich ab den frühen 1930er Jahren der von Kitty Schmidt geführte Salon Kitty, ein Edelbordell, das ab 1939 von Walter Schellenberg vom Reichssicherheitshauptamt angeblich für Spionagezwecke benutzt wurde. Der spätere Leiter des Reichssicherheitshauptamts (ab Januar 1943), Ernst Kaltenbrunner, wohnte im Nachbarhaus Nr. 12.

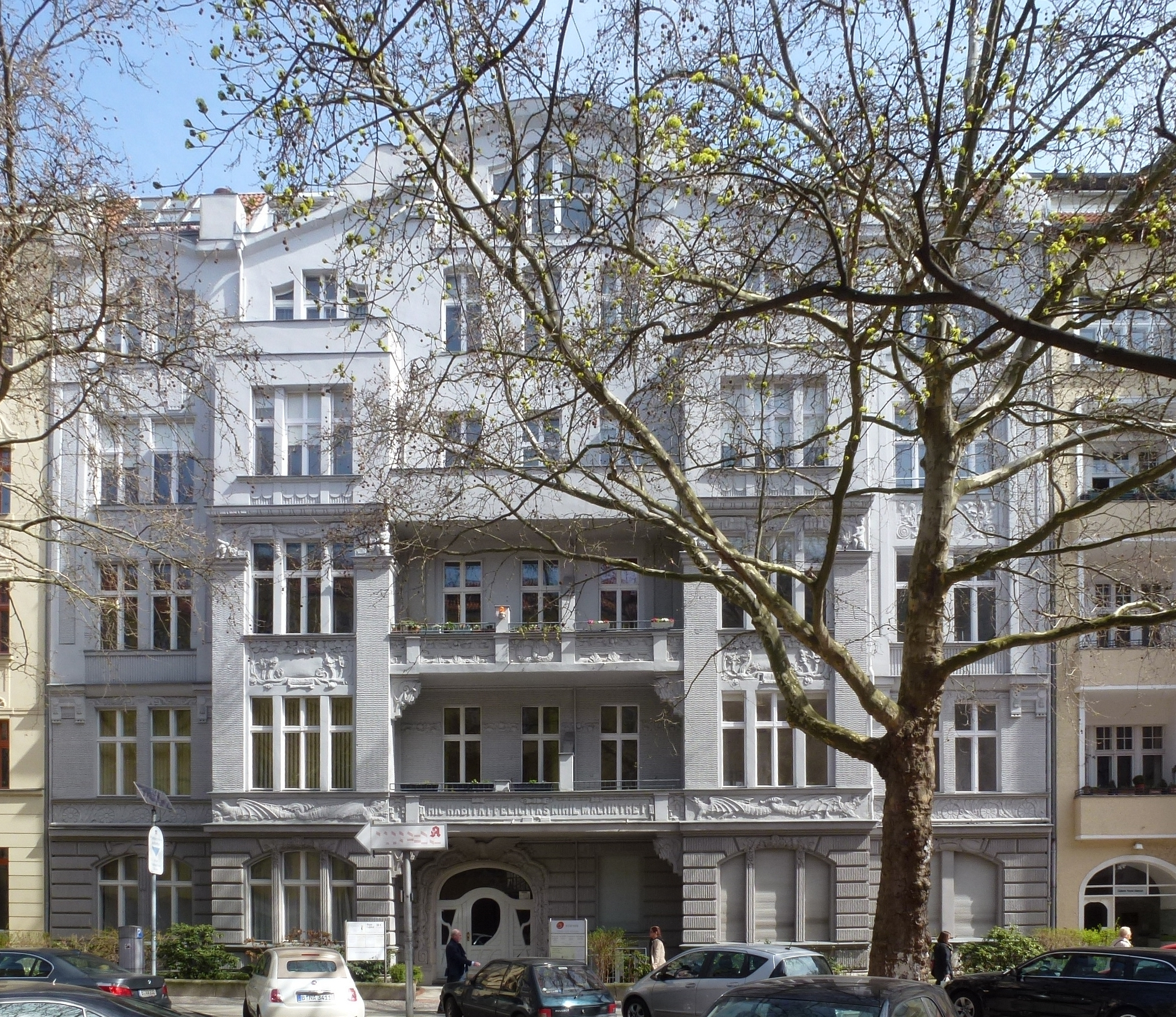
Giesebrechtstraße 20

Von August 1967 bis Juli 1968 lebte in der Giesebrechtstraße 20 die Kommune 2 in einer 7 1⁄2-Zimmerwohnung.
Im traditionsreichen Café Richter direkt am Hindemithplatz erinnerten verschiedene Einrichtungsgegenstände an die alte Zeit der Kaffeehäuser. Es galt als Treffpunkt der Charlottenburger Szene. Mehrere Restaurants und ein Pub, das ehemalige Irish Harp, seit 2023 ein BRŁO Restaurant, liegen ebenfalls in der Straße.

## Kinodie Kurbel

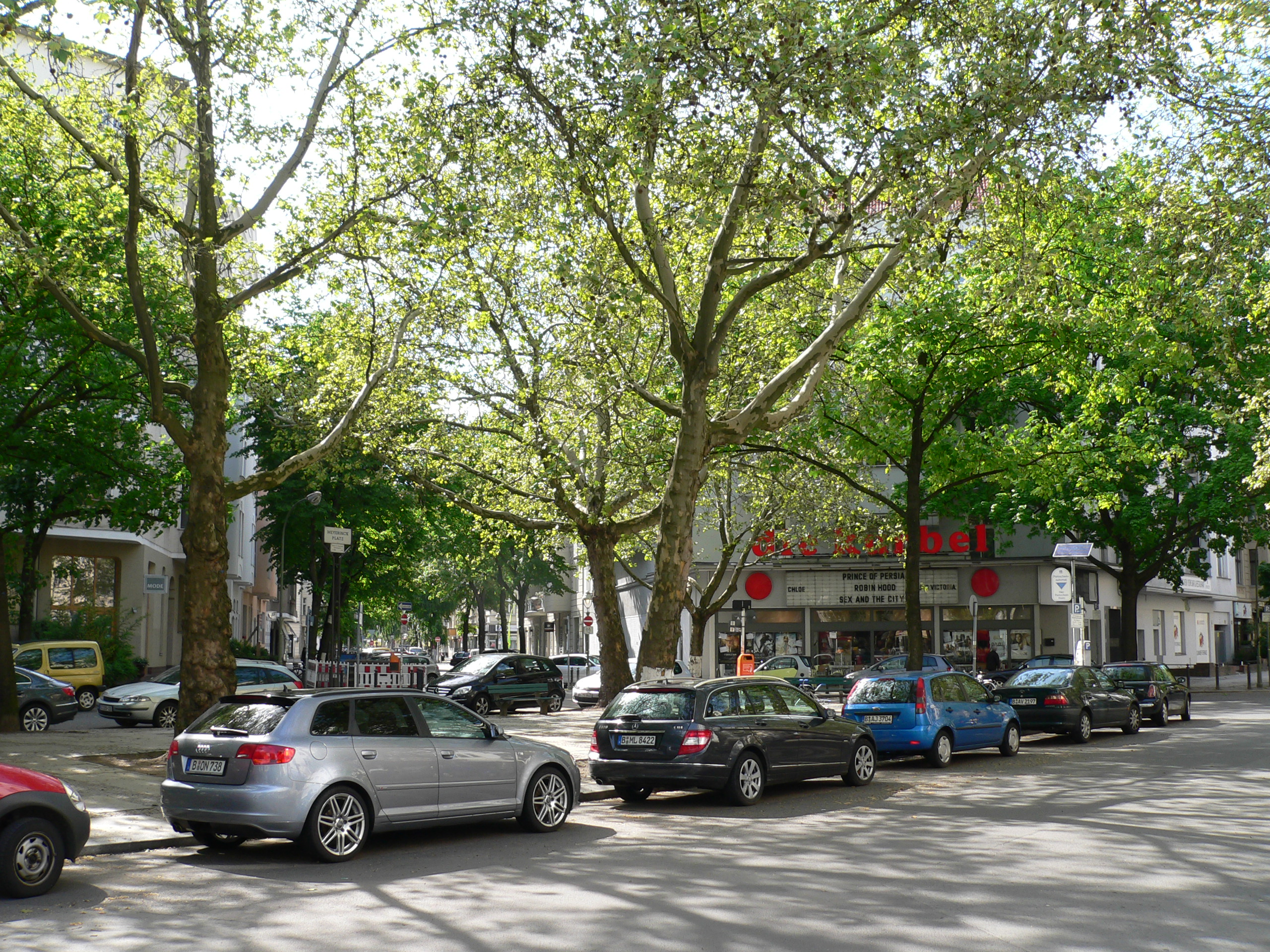
Meyerinckplatz mit dem Kino
die Kurbel, 2010

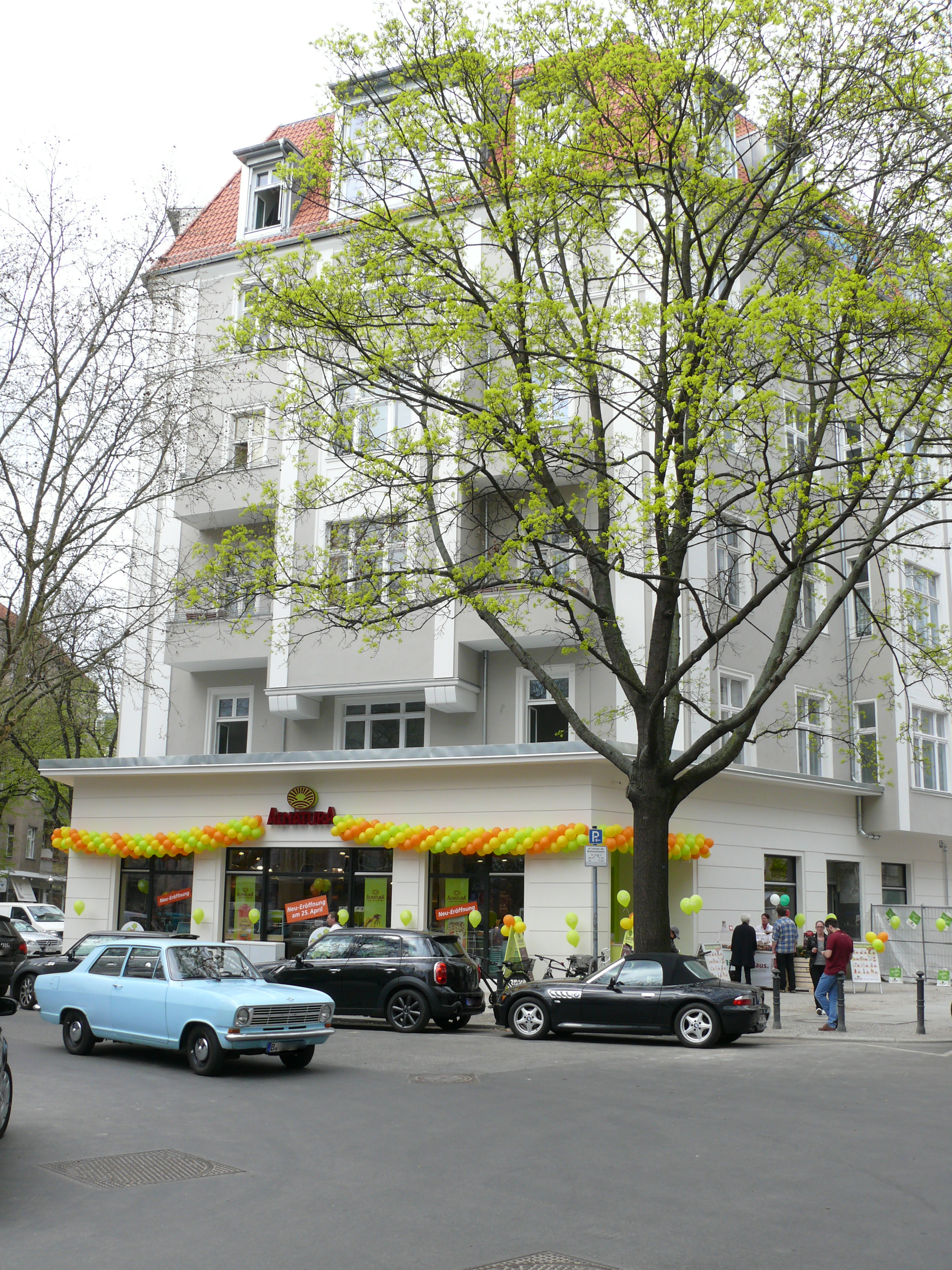
Bio-Supermarkt, 2013

In den Jahren 1934/1935 baute der Architekt Karl Schienemann im Haus Nr. 4 einen ehemaligen Eckladen für die Betreiber Heinz Grabley und Hanna Koenke zum ersten reinen Tonfilmkino Berlins um. Das Traditionskino die Kurbel eröffnete 1935 unter massiven Anfeindungen der Inhaber des nahegelegenen Minerva-Lichtspiele gegen die jüdischen Betreiber. 1936 wechselte das Kino an Hanika, Paula Hitzigrath und Walter Jonigkeit. Ab 1940 bis Anfang der 1970er Jahre betrieb Jonigkeit das Kino alleine, wobei es mehrfach umgebaut wurde und zum Ende des Zweiten Weltkriegs als Munitionslager diente.
Bereits am 27. Mai 1945 nahm die Kurbel als eines der ersten Berliner Kinos nach dem Krieg seinen Betrieb mit dem sowjetischen Film Um sechs Uhr abends nach Kriegsende wieder auf. Seit dem 4. Dezember 1953 lief hier für 28 Monate der Filmklassiker Vom Winde verweht, der seitdem jedes Jahr an diesem Datum gezeigt wurde. Nachdem Jonigkeit das Kino in den 1970er Jahren aufgegeben hatte, diente es kurzzeitig als Sexkino. Ab 1974 übernahm die Münchner Studio Filmtheaterbetriebs GmbH & Co das Kino, um es wieder als Programmkino mit gutem Ruf zu betreiben. Von 1988 bis 2003 gehörte das Kino der UFA, die einen Umbau mit drei Kinosälen unterschiedlicher Größe vornahm, aber es am 25. Juni 2003 mit der 701. Vorstellung von Vom Winde verweht schließen musste.
Ab 1. Januar 2004 versuchte die CH-Media GmbH das Kino als „One-Dollar-Kino“ zu betreiben, musste aber zum Februar 2005 aufgeben. Seit dem 18. Februar 2005 betrieb die Terra-Real Grundstücks-, Telekommunikations- und Filmtheater GmbH von Tom Zielinski das Kino, das im Juni 2005 erneut als Premierenkino mit drei Filmsälen eröffnet wurde. Nachdem man 2009 das 75-jährige Bestehen des Kinos feiern konnte, kam am 21. Dezember 2011 das endgültige Aus, obwohl eine Bürgerinitiative „Rettet die Kurbel“ mit prominenter Unterstützung von Beate Jensen, Rosa von Praunheim, Dieter Kosslick, Oliver Kalkofe, Angelica Domröse, Stefan Lukschy, Gerd Wameling, Peter Raue, Andrea Gräfin Bernstorff, Wim Wenders und anderen versucht hatte, das zu verhindern. In der letzten ausverkauften Vorstellung wurde noch einmal der Film Vom Winde verweht gezeigt.
Der Kinobetreiber und Besitzer der Immobilie hatte sich entschlossen, das ganze Haus zu sanieren und die Räume an eine Bio-Supermarkt-Kette zu vermieten. Die Eröffnung fand am 25. April 2013 statt. Die Anwohner hatten befürchtet, dass durch die Belieferung ständige Verkehrsstaus verursacht werden und der Charakter der Straße erheblich beschädigt wird. Der ehemalige Kulturstaatsminister Michael Naumann, ebenfalls ein Anwohner der Straße, hat in einem Artikel im Tagesspiegel die Situation beschrieben. Gegen die Entwicklung wurde von engagierten Bürgern der Verein „Bürger für das Quartier Meyerinckplatz“ gegründet.

## Stolpersteine

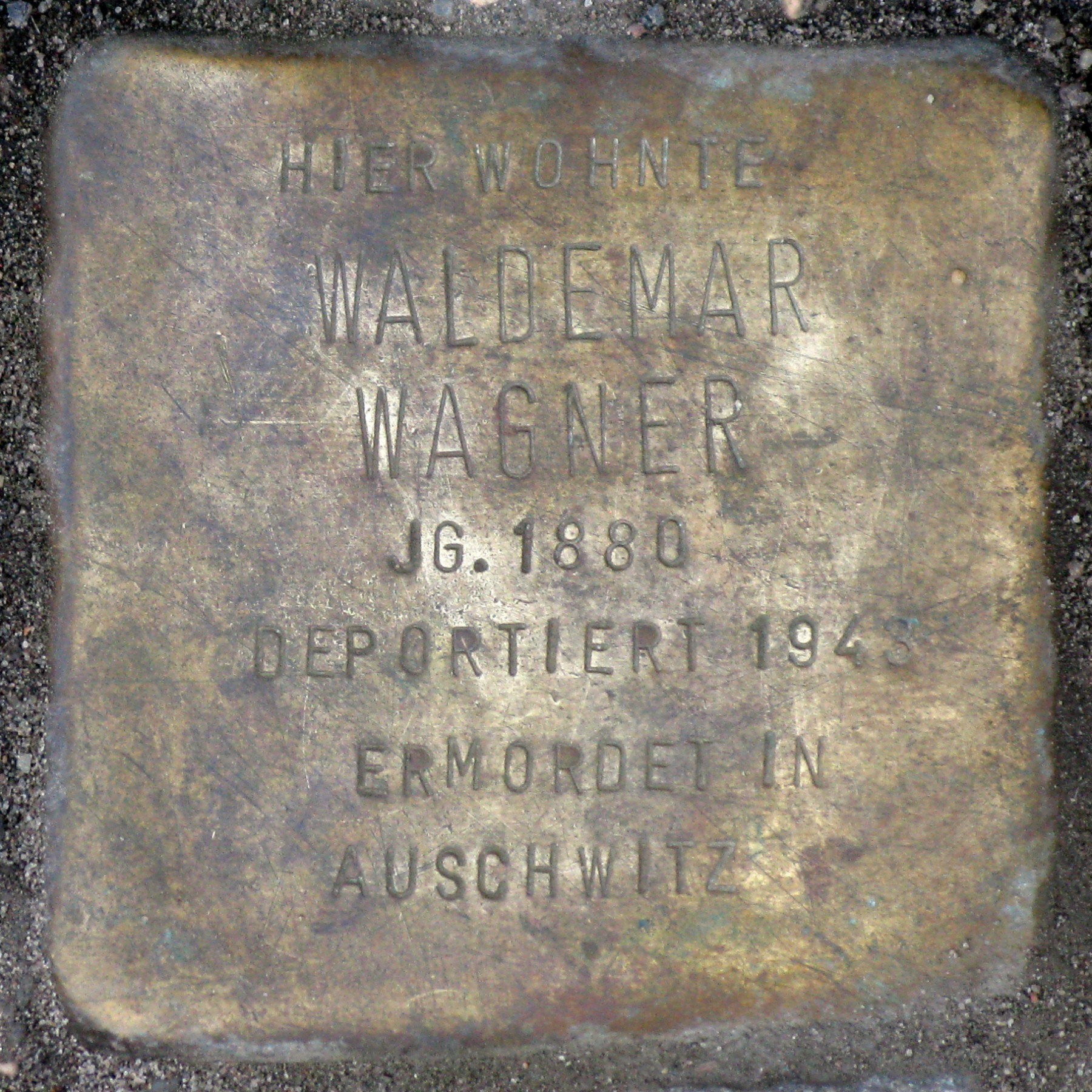
Stolperstein Waldemar Wagner (siehe Überleben im Dritten Reich: Juden im Untergrund und ihre Helfer)

Seit dem 8. Mai 2011 ist die Giesebrechtstraße die erste Straße in Berlin, in der an alle früheren jüdischen Bewohner, die von den Nationalsozialisten ermordet wurden, mit Stolpersteinen erinnert wird. Aus den 22 Häusern der 355 Meter langen Giesebrechtstraße wurden von 1941 bis 1943 insgesamt 116 jüdische Männer, Frauen und Kinder in Konzentrationslager verschleppt. Für 84 von ihnen wurden am 8. Mai 2011, also am Tag der Befreiung, 66 Jahre nach dem Ende der Nazidiktatur, Stolpersteine gesetzt. 32 Stolpersteine wurden bereits früher im Gehweg eingelassen. Der Künstler Gunter Demnig, Initiator des Projekts Stolpersteine, verlegte selbst die von Bewohnern der Giesebrechtstraße gestifteten Gedenksteine. Zusammen mit der Initiative Stolpersteine Charlottenburg-Wilmersdorf hatten Anwohner der Giesebrechtstraße diese Aktion vorbereitet.
Nach 1939 waren mindestens 44 jüdische Menschen in Zwangswohnungen in vier Häusern der Giesebrechtstraße (Nr. 12, 18, 19, 22) eingewiesen worden.

## Film-Drehort
Wegen des gründerzeitlichen Ambientes ist die Giesebrechtstraße ein beliebter Drehort für Filmszenen. 
- Im Jahr 1981 für Die Spaziergängerin von Sans-Souci mit Romy Schneider.
- 2018 für Mein Freund, das Ekel mit Dieter Hallervorden.
- Im August 2019 für Wunderschön von Karoline Herfurth.[26]
- Im September 2019 für Matze, Kebab und Sauerkraut, Culture-Clash-Komödie von Christoph Schnee.
- Im November 2020 für die Serie Mein Freund, das Ekel des ZDF als Fortsetzung der gleichnamigen Komödie; erneut mit Dieter Hallervorden und Alwara Höfels.